# Perizoma punctilinearia
Perizoma punctilinearia är en fjärilsart som beskrevs av John Henry Leech 1897. Perizoma punctilinearia ingår i släktet Perizoma och familjen mätare. Inga underarter finns listade i Catalogue of Life.